# Violência política sionista

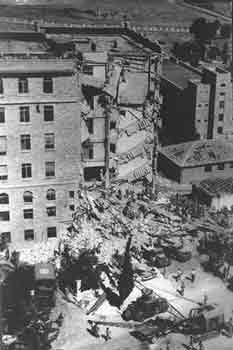
Resultado do atentado ao Hotel King David, 1946

A violência política sionista refere-se a atos de violência ou terror cometidos por sionistas. O período mais ativo da violência política sionista mais notável começou em 30 de junho de 1924, durante a década de 1940, e continua até os dias atuais, geralmente com o propósito de expandir os assentamentos sionistas na Palestina.

## Impacto
Ações foram realizadas por indivíduos e grupos paramilitares judeus como o Irgun, o Lehi, o Haganah e o Palmach como parte de um conflito entre judeus, autoridades britânicas e árabes palestinos, a respeito de terras, imigração e controle da Palestina.
Soldados e oficiais britânicos, oficiais das Nações Unidas, combatentes e civis árabes palestinos e combatentes e civis judeus foram alvos ou vítimas dessas ações. Propriedades, infraestruturas e materiais domésticos, comerciais e governamentais também foram atacados.

## Principais ocorrências
Durante a Primeira Guerra Mundial, voluntários sionistas lutaram na Legião Judaica do Exército Britânico contra os turcos otomanos.
Durante os confrontos de Nebi Musa em 1920, os confrontos de Jaffa em 1921 e os confrontos na Palestina de 1929, os árabes palestinos manifestaram hostilidade contra a imigração sionista, o que provocou a reação das milícias judias. Em 1935, o Irgun, uma organização militar clandestina sionista, se separou da Haganah. O Irgun foi a expressão armada da ideologia nascente do Sionismo Revisionista fundado por Ze'ev Jabotinsky. Ele expressou essa ideologia como "todo judeu tem o direito de entrar na Palestina; somente a retaliação ativa deteria os árabes e os britânicos; somente a força armada judaica garantiria o estado judeu".
Durante a revolta árabe de 1936-39 na Palestina, os árabes palestinos lutaram pelo fim do Mandato e pela criação de um estado árabe baseado em toda a Palestina. Eles atacaram tanto britânicos quanto judeus, bem como alguns árabes palestinos que apoiavam o pan-arabismo. Os principais sionistas, representados pelo Vaad Leumi e o Haganah, praticavam a política de Havlagah (moderação); Os militantes do Irgun não seguiram essa política e se autodenominaram "quebradores do Havlagah". O Irgun começou a bombardear alvos civis árabes palestinos em 1938. Enquanto os árabes palestinos foram "cuidadosamente desarmados" pelas autoridades britânicas em 1939, os sionistas não foram. Como uma conciliação com os árabes, o Livro Branco de 1939 foi aprovado, impondo limites significativos à imigração judaica à sombra da Segunda Guerra Mundial.
Após a Declaração de Guerra Britânica em setembro de 1939, o chefe da Agência Judaica para a Palestina David Ben-Gurion declarou: 'Vamos lutar contra o Livro Branco como se não houvesse guerra, e lutar a guerra como se não houvesse Livro Branco.'; o Haganah e o Irgun subsequentemente suspenderam suas atividades contra os britânicos em apoio à guerra contra a Alemanha nazista. No entanto, o pequeno Lehi continuou os ataques anti-britânicos durante a guerra. Naquela época, os britânicos também apoiaram a criação e o treinamento do Palmach, como uma unidade que poderia resistir a uma ofensiva alemã na área, com o consentimento de Yishuv que viu uma oportunidade de obter unidades e soldados treinados para o planejado estado judeu e durante 1944-1945, a organização paramilitar judaica mais importante, Haganah, cooperou com as autoridades britânicas contra o Lehi e o Etzel.
Após a Segunda Guerra Mundial, entre 1945 e 29 de novembro de 1947, durante a votação da Partição, soldados e policiais britânicos foram alvos do Irgun e Lehi. O Haganah e o Palmach inicialmente colaboraram com os britânicos contra eles, particularmente durante a temporada de caça, antes de se juntarem ativamente ao Movimento de Resistência Judaica, finalmente escolhendo uma posição oficial neutra após 1946, enquanto o Irgun e o Lehi continuavam seus ataques contra os britânicos.
A Haganah também realizou violentos ataques na Palestina, como a libertação de imigrantes internados do campo de Atlit, o bombardeio da malha ferroviária do país, sabotagem em instalações de radares e bases da polícia britânica da Palestina. Continuou a organizar a imigração ilegal durante toda a guerra.
Em fevereiro de 1947, os britânicos anunciaram que encerrariam o mandato e se retirariam da Palestina e pediram a arbitragem das Nações Unidas. Após a votação do Plano de Partição para a Palestina em 30 de novembro de 1947, a guerra civil estourou na Palestina. Comunidades judaicas e árabes lutaram entre si violentamente em campanhas de ataques, retaliações e contra-retaliações que provocaram cerca de 800 mortes após dois meses. Voluntários árabes entraram na Palestina para lutar ao lado dos árabes palestinos. Em abril, 6 semanas antes do término do mandato, as milícias judaicas lançaram amplas operações para controlar o território a elas dedicado pelo Plano de Partição. Muitas atrocidades ocorreram durante este tempo. A população árabe nas cidades mistas de Tiberíades, Safed, Haifa, Jaffa, Beisan e Acre e nas aldeias vizinhas fugiu ou foi expulsa durante este período. Durante a Batalha por Jerusalém (1948), onde a comunidade judaica de 100.000 pessoas foi sitiada, a maioria das aldeias árabes do corredor Tel Aviv - Jerusalém foi capturada por milícias judias e arrasada.
No início da guerra civil, as milícias judias organizaram vários ataques a bomba contra civis e alvos militares árabes. Em 12 de dezembro, o Irgun colocou um carro-bomba em frente ao Portão de Damasco, matando 20 pessoas. Em 4 de janeiro de 1948, o Leí detonou um caminhão-bomba contra o quartel-general dos paramilitares Najjada, localizado na prefeitura de Jaffa, matando 15 árabes e ferindo 80. Durante a noite entre 5 e 6 de janeiro, o Haganah bombardeou o Hotel Semiramis em Jerusalém, que supostamente escondia milicianos árabes, matando 24 pessoas. No dia seguinte, membros do Irgun em uma van da polícia roubada rolaram uma bomba de barril em um grande grupo de civis que estavam esperando por um ônibus perto do Portão de Jaffa, matando cerca de 16. Outra bomba do Irgun explodiu no mercado Ramla em 18 de fevereiro, matando 7 residentes e ferindo 45. Em 28 de fevereiro, o Palmah organizou um ataque a bomba contra uma garagem em Haifa, matando 30 pessoas.

## Condenação como terrorismo

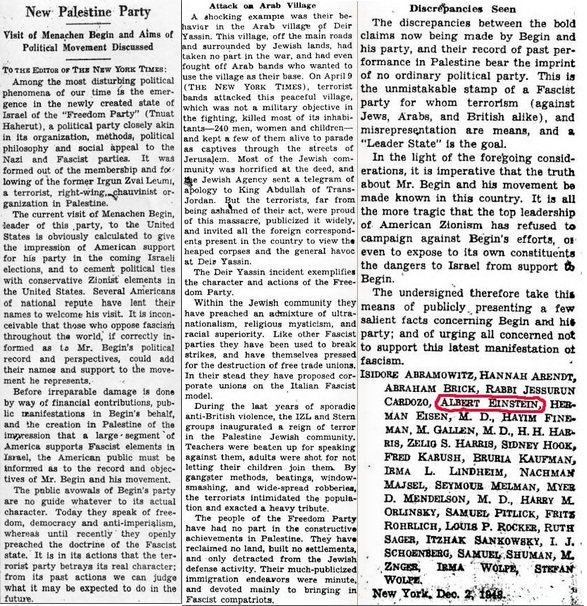
Carta de Hannah Arendt, Jessurun Cardozo, Albert Einstein e outros

O Irgun foi descrito como uma organização terrorista pelos governos das Nações Unidas, do Reino Unido e dos Estados Unidos, e na mídia como o jornal The New York Times, e pelo Comitê Anglo-Americano de Inquérito. Em 1946, o Congresso Sionista Mundial condenou veementemente as atividades terroristas na Palestina e "o derramamento de sangue inocente como meio de guerra política". Irgun foi especificamente condenado.
Menachem Begin foi chamado de terrorista e fascista por Albert Einstein e 27 outros intelectuais judeus proeminentes em uma carta ao New York Times publicada em 4 de dezembro de 1948. Especificamente condenada foi a participação do Irgun no massacre de Deir Yassin:
- "Bandos terroristas atacaram esta vila pacífica, que não era um objetivo militar na luta, mataram a maioria de seus habitantes - 240 homens, mulheres e crianças - e mantiveram alguns deles vivos para desfilarem como cativos pelas ruas de Jerusalém."

A carta insto os judeus americanos à não apoiar o pedido de Begin de financiamento de seu partido político Herut, e termina com o aviso:
- "As discrepâncias entre as afirmações ousadas agora feitas por Begin e seu partido e seu histórico de desempenho na Palestina não trazem a marca de nenhum partido político comum. Esta é a marca inconfundível de um partido fascista para o qual o terrorismo (contra judeus, árabes e britânicos) e a deturpação são meios e um "Estado líder" é o objetivo."

O Lehi foi descrito como uma organização terrorista pelas autoridades britânicas e pelo mediador das Nações Unidas Ralph Bunche.

## Opinião pública judaica
Durante o conflito entre árabes e judeus na Palestina antes da guerra, o critério de "Pureza das armas" foi usado para distinguir entre as respectivas atitudes do Irgun e do Haganah em relação aos árabes, com este último se orgulhando de sua adesão aos princípios. A sociedade judaica no Mandato Britânico da Palestina geralmente desaprovava e denunciava ataques violentos com base na rejeição moral e desacordo político, enfatizando que o terrorismo é contraproducente na busca sionista pela autodeterminação judaica. De modo geral, esse preceito exige que "as armas permaneçam puras [e que] sejam empregadas apenas em autodefesa e [nunca] contra civis inocentes e pessoas indefesas". Mas se "permaneceu um valor central na educação", foi "bastante vago e intencionalmente confuso" no nível prático.
Em 1946, em uma reunião realizada entre os chefes da Haganah, David Ben-Gurion previu um confronto entre os árabes da Palestina e os Estados árabes. Quanto ao “princípio da pureza das armas”, sublinhou que: “O fim não justifica todos os meios. Nossa guerra é baseada em fundamentos morais" e durante a Guerra de 1948, o Mapam, o partido político afiliado a Palmach, pediu "uma estrita observância da Pureza Judaica das armas para assegurar o caráter moral da [a] guerra". Quando mais tarde foi criticado por membros do Mapam por sua atitude em relação ao problema dos refugiados árabes, Ben-Gurion os lembrou do êxodo palestino de Lydda e Ramle e do fato de os oficiais de Palmah terem sido responsáveis pelo "ultraje que encorajou a fuga dos árabes, o que causou desconforto no partido."
De acordo com Avi Shlaim, esta condenação do uso da violência é uma das características-chave do 'relato sionista convencional ou história antiga', cuja 'versão popular-heróica-moralista' é 'ensinada nas escolas israelenses e amplamente usada na busca por legitimidade no exterior ”. Benny Morris acrescenta que '[a] memória coletiva dos israelenses de lutadores caracterizados pela 'pureza das armas' também é prejudicada pelas evidências de [uma dúzia de casos] de estupros cometidos em cidades e vilas conquistadas.' Segundo ele, 'depois da guerra de 1948, os israelenses tenderam a saudar a 'pureza das armas' de seus milicianos e soldados para contrastar isso com a barbárie árabe, que às vezes se expressava na mutilação de cadáveres de judeus capturados.' Segundo ele, 'isso reforçou a autoimagem positiva dos israelenses e os ajudou a 'vender' o novo estado para o exterior e (...) demonizar o inimigo'.
Alguns israelenses justificam atos de violência política. Sessenta anos depois de participar do assassinato do diplomata sueco Folke Bernadotte, Geulah Cohen não se arrependia. Como locutora do rádio do Lehi, ela lembrou das ameaças contra Bernadotte antes do assassinato. "Eu disse a ele que se você não deixar Jerusalém e for para a sua Estocolmo, você não irá mais." Questionada se era certo assassinar Bernadotte, ela respondeu: "Não há dúvida sobre isso. Não teríamos mais Jerusalém." Em julho de 2006, o Menachem Begin Heritage Centre organizou uma conferência para marcar o 60º aniversário do atentado ao Hotel King David. A conferência contou com a presença do ex-primeiro-ministro Benjamin Netanyahu e ex-membros do Irgun. O embaixador britânico em Tel Aviv e o cônsul-geral em Jerusalém protestaram que uma placa comemorativa do bombardeio afirmava "Por razões conhecidas apenas pelos britânicos, o hotel não foi evacuado." Netanyahu, então presidente do Likud e líder da oposição no Knesset, opinou que o bombardeio foi um ato legítimo com um alvo militar, distinguindo-o de um ato de terror destinado a prejudicar civis desde que o Irgun enviou avisos para evacuar o prédio. Ele disse: "Imagine que o Hamas ou o Hezbollah ligassem para o quartel-general militar em Tel Aviv e dissessem: 'Colocamos uma bomba e estamos pedindo a vocês que evacuem a área.' Eles não fazem isso. Essa é a diferença." O Embaixador Britânico em Tel Aviv e o Cônsul-Geral em Jerusalém protestaram, dizendo "Não pensamos que seja justo que um ato de terrorismo, que levou à perda de muitas vidas, seja comemorado", e escreveu ao Prefeito de Jerusalém que tal "ato de terror" não poderia ser honrado. O governo britânico também exigiu a remoção da placa, ressaltando que a declaração sobre ela acusando os britânicos de não terem evacuado o hotel era falsa e "não absolveu aqueles que plantaram a bomba". Para evitar um incidente diplomático, foram feitas alterações no texto da placa. A versão final em inglês diz "Chamadas de alerta foram feitas para o hotel, The Palestine Post e o Consulado da França, pedindo aos ocupantes do hotel que saiam imediatamente. O hotel não foi evacuado e após 25 minutos as bombas explodiram. Para o pesar do Irgun, 92 pessoas foram mortas."

## Ataques de Irgun, Haganah e Lehi
- 30 de junho de 1924. O judeu holandês Jacob Israël de Haan foi assassinado por Avraham Tehomi sob as ordens do líder do Haganah Yitzhak Ben-Zvi[43] por suas atividades políticas antissionistas e contatos com líderes árabes.[44]
- 1937–1939 Durante os últimos estágios da Revolta Árabe de 1936-1939 na Palestina Obrigatória, o Irgun conduziu uma campanha de violência contra civis árabes palestinos que resultou na morte de pelo menos 250. O grupo também matou vários judeus que considerou culpados de "traição".[45][46]
- 15 de julho de 1938 * Uma bomba deixada no mercado de vegetais em Jerusalém pelo Irgun feriu 28 pessoas.[47]
- 25 de julho de 1938 * O Irgun jogou uma bomba no mercado de melão em Haifa, resultando em 49 mortes.[48]
- 6 de novembro de 1944 O Lehi assassinou o ministro britânico Lord Moyne no Cairo, Reino do Egito. A ação foi condenada pelo Yishuv na época, mas os corpos dos assassinos foram trazidos do Egito em 1975 para um funeral e sepultamento estatal no Monte Herzl.[49]
- 1944–1945 As mortes de vários supostos colaboradores do Haganah e do governo britânico durante a temporada de caça.
- 1946 Cartas-bomba enviadas a oficiais britânicos, incluindo o ministro das Relações Exteriores, Ernst Bevin, por Lehi.[50]
- 26 de julho de 1946 O bombardeio da sede administrativa britânica no King David Hotel, matando 91 pessoas - 28 britânicos, 41 árabes, 17 judeus e 5 outros. Cerca de 45 pessoas ficaram feridas. Na literatura sobre a prática e a história do terrorismo, ele é considerado um dos ataques terroristas mais letais do século XX.[51]
- 1946 As ferrovias e os aeródromos militares britânicos foram atacados várias vezes.
- 31 de outubro de 1946 O bombardeio pelo Irgun da Embaixada Britânica em Roma. Quase metade do edifício foi destruído e 3 pessoas ficaram feridas.[52]
- 16 de abril de 1947 * Uma bomba colocada pelo Irgun no Colonial Office em Londres não detonou.[53] A mulher presa por plantar a bomba, também conhecida como "Esther", foi identificada como uma judia que afirmava ter nacionalidade francesa pela unidade da Scotland Yard que investigava atividades terroristas judaicas. O ataque estava relacionado ao bombardeio da embaixada de Roma em 1946.[54][55]
- 14 de junho de 1947 O escritório da Reuters em Tel Aviv foi invadido por "terroristas judeus".[56]
- 25 de julho de 1947 O caso dos sargentos: quando sentenças de morte foram proferidas contra dois membros do Irgun, o Irgun sequestrou o sargento. Clifford Martin e Sgt. Mervyn Paice e ameaçou matá-los em retaliação se as sentenças fossem cumpridas. Quando a ameaça foi ignorada, os reféns foram mortos. Em seguida, seus corpos foram levados para um laranjal e deixados pendurados pelo pescoço em árvores. Um dispositivo explosivo improvisado foi montado. Isso aconteceu quando um dos corpos foi cortado, ferindo gravemente um oficial britânico.[57]
- Dezembro de 1947 - março de 1948 Numerosos ataques a árabes palestinos no contexto da guerra civil após a votação do Plano de Partição das Nações Unidas para a Palestina.
- 1947 Cartas-bomba enviadas para a Casa Branca de Truman pelo Lehi.[58]
- 5 a 6 de janeiro de 1948 O atentado ao Hotel Semiramis, executado pelo Haganah (ou, de acordo com algumas fontes, Irgun) resultou na morte de 24 a 26 pessoas.
- Abril de 1948 O massacre de Deir Yassin realizado pelo Irgun e Lehi, matou entre 107 e 120 moradores palestinos,[59] a estimativa geralmente aceita pelos estudiosos.[60][61]
- 17 de setembro de 1948 Assassinato pelo Lehi do mediador das Nações Unidas Folke Bernadotte,[62][63] que foi acusado pelo Lehi de uma postura pró-árabe durante as negociações de cessar-fogo.